# Le Fils du sonneur
Le Fils du sonneur o La Fête du sonneur és un curtmetratge mut francès de 1908 dirigit per Georges Méliès. Va ser venut per la Star Film Company de Méliès i el seu estat és desconegut.